# 僧额
僧额（?—?），又作僧革，明清之际赫哲族首领，东海窝集部人、路长。原来是使犬部赫哲乌扎拉氏。
他的家族世代居住盖青屯（科钦，今俄罗斯敦敦河口对岸），明神宗万历三十八年（1610年），和路长尼喀里归附建州女真努尔哈赤。努尔哈赤赐给他四十副铠甲，封他为额驸。之后，多次向后金、清朝朝贡。清圣祖康熙初年，率领家族和部属三百人迁居到宁古塔，于是改姓宁古塔，编为两个佐领，隶属于满洲镶黄旗。自管一佐领，长子塞纽克管另一佐领。